# Nizkuś
Nizkuś (ros. Низкусь) – wieś (sieło) w Rosji, w obwodzie kostromskim, w rejonie kadyjskim. W 2010 liczyła 117 mieszkańców.